# Свети Мартин (Француска)
Заједница Свети Мартин (фр. Collectivité de Saint-Martin) је територија на острву Свети Мартин у Малим Антилима.
Под суверенитетом је Француске и припада Француским прекоморским територијама. Од фебруара 2007, има статус прекоморског колективитета (collectivité d'outre-mer). Настао је спајањем са околним острвцима и хридовима од којих је највеће Тинтамаре. Раније је административно био део Гваделупа. Налази се на северном делу острва, док јужни део Синт Мартен припада Краљевини Холандији.
Свети Мартин има површину од 53,2 km² и 36.824 становника. Густина насељености је 678 становника по km².
Острво је део Европске уније. Званична валута је евро. Главна привредна активност је луксузни туризам.

## Галерија
- Лука на острву
- Мариго
- Мапа острва